# Campeonato Europeu de Luge em Pista Natural
O Campeonato Europeu de Luge em Pista Natural é um evento realizado anualmente pela Federação Internacional de Luge no continente europeu.

## Cidades-sede
| Ano  | Cidade          |
| ---- | --------------- |
| 1970 | Kapfenberg      |
| 1971 | Vandans         |
| 1973 | Taisten         |
| 1974 | Niedernsill     |
| 1975 | Feld am See     |
| 1977 | Seis am Schlern |
| 1978 | Aurach          |
| 1979 | Aosta           |

| Ano  | Cidade                 |
| ---- | ---------------------- |
| 1981 | Niedernsill            |
| 1983 | Sankt Konrad           |
| 1985 | Szczyrk                |
| 1987 | Jesenice               |
| 1989 | Garmisch-Partenkirchen |
| 1991 | Völs am Schlern        |
| 1993 | Stein an der Enns      |
| 1995 | Kandalaksha            |

| Ano  | Cidade          |
| ---- | --------------- |
| 1997 | Passiria        |
| 1999 | Szczyrk         |
| 2002 | Frantschach     |
| 2004 | Hüttau          |
| 2006 | Umhausen        |
| 2008 | Olang           |
| 2010 | Sankt Sebastian |
| 2012 | Novoural'sk     |

| Ano  | Cidade           |
| ---- | ---------------- |
| 2014 | Umhausen         |
| 2016 | Moos in Passeier |
| 2018 | Winterleiten     |
| 2020 |                  |

## Vencedores

### Individual feminino[1]
| Evento                      | Ouro                       | Prata                      | Bronze                     |
| --------------------------- | -------------------------- | -------------------------- | -------------------------- |
| Kapfenberg 1970             | AUT Hannelore Plattner     | AUT Klara Niedertscheider  | ITA Maria Dibiasi          |
| Vandans 1971                | AUT Klara Niedertscheider  | AUT Annemarie Ebner        | AUT Ruth Oberhöller        |
| Taisten 1973                | AUT Elfriede Pirkmann      | AUT Berta Pichler          | AUT Martha Ruech           |
| Niedernsill 1974            | AUT Klara Niedertscheider  | AUT Elfriede Pirkmann      | AUT Annemarie Ebner        |
| Feld am See 1975            | AUT Klara Niedertscheider  | AUT Annemarie Ebner        | AUT Elfriede Pirkmann      |
| Seis am Schlern 1977        | ITA Helene Mitterstieler   | AUT Elfriede Pirkmann      | ITA Rosa Schwingshackl     |
| Aurach 1978                 | AUT Elfriede Pirkmann      | ITA Roswitha Fischer       | AUT Ruth Oberhöller        |
| Aosta 1979                  | ITA Roswitha Fischer       | ITA Christa Fontana        | ITA Herta Hafner           |
| Niedernsill 1981            | ITA Delia Vaudan           | ITA Helene Mitterstieler   | AUT Elfriede Pirkmann      |
| St. Konrad 1983             | AUT Ingerborg Innerhofer   | ITA Irmgard Lanthaler      | ITA Delia Vaudan           |
| Szczyrk 1985                | ITA Delia Vaudan           | ITA Irmgard Lanthaler      | ITA Herta Hafner           |
| Jesenice 1987               | ITA Delia Vaudan           | ITA Helga Pichler          | AUT Irene Koch             |
| Garmisch-Partenkirchen 1989 | ITA Delia Vaudan           | AUT Jeanette Koppensteiner | AUT Irene Koch             |
| Völs am Schlern 1991        | ITA Doris Haselrieder      | AUT Irene Koch             | ITA Delia Vaudan           |
| Stein an der Enns 1993      | AUT Irene Zechner          | ITA Doris Haselrieder      | AUT Elvira Holzknecht      |
| Kandalaksha 1995            | AUT Irene Zechner          | RUS Lyubov Panyutina       | AUT Elvira Holzknecht      |
| Passiria 1997               | RUS Lyubov Panyutina       | AUT Elvira Holzknecht      | ITA Sonja Steinacher       |
| Szczyrk 1999                | ITA Sonja Steinacher       | AUT Elvira Holzknecht      | ITA Christa Gietl          |
| Frantschach 2002            | ITA Sandra Lanthaler       | RUS Yekaterina Lavrentyeva | ITA Sonja Steinacher       |
| Hüttau 2004                 | RUS Yekaterina Lavrentyeva | ITA Christa Gietl          | ITA Barbara Abart          |
| Umhausen 2006               | ITA Christa Gietl          | ITA Imelda Gruber          | ITA Renate Gietl           |
| Olang 2008                  | RUS Yekaterina Lavrentyeva | ITA Renate Kasslatter      | ITA Renate Gietl           |
| St. Sebastian 2010          | RUS Yekaterina Lavrentyeva | ITA Evelin Lanthaler       | ITA Renate Gietl           |
| Novouralsk 2012             | RUS Yekaterina Lavrentyeva | AUT Melanie Batkowski      | ITA Evelin Lanthaler       |
| Umhausen 2014               | RUS Yekaterina Lavrentyeva | ITA Melanie Schwarz        | AUT Tina Unterberger       |
| Moos in Passeier 2016       | ITA Evelin Lanthaler       | ITA Greta Pinggera         | RUS Yekaterina Lavrentyeva |
| Winterleiten 2018           | ITA Evelin Lanthaler       | ITA Greta Pinggera         | AUT Tina Unterberger       |

### Individual masculino[3]
| Evento                      | Ouro                    | Prata                   | Bronze                  |
| --------------------------- | ----------------------- | ----------------------- | ----------------------- |
| Kapfenberg 1970             | AUT Ernst Stangl        | AUT Anton Obernosterer  | AUT Gottfried Lexer     |
| Vandans 1971                | AUT Anton Obernosterer  | AUT Gottfried Lexer     | AUT Erwin Eichelberger  |
| Taisten 1973                | AUT Ernst Stangl        | ITA Josef Trojer        | AUT Engelbert Fuchs     |
| Niedernsill 1974            | ITA Erich Graber        | AUT Erwin Eichelberger  | AUT Albert Eichelberger |
| Feld am See 1975            | AUT Alfred Kogler       | ITA Erich Graber        | AUT Helmut Huter        |
| Seis am Schlern 1977        | ITA Erich Graber        | ITA Werner Belkircher   | ITA Damiano Lugon       |
| Aurach 1978                 | ITA Hubert Mairamhof    | AUT Werner Prantl       | AUT Alfred Kogler       |
| Aosta 1979                  | ITA Damiano Lugon       | ITA Otto Bachman        | ITA Andrea Millet       |
| Niedernsill 1981            | ITA Otto Bachman        | ITA Damiano Lugon       | ITA Othmar Neulichedl   |
| St. Konrad 1983             | ITA Otto Bachman        | ITA Martin Jud          | ITA Andreas Jud         |
| Szczyrk 1985                | AUT Manfred Danklmaier  | ITA Damiano Lugon       | AUT Robert Tomelitsch   |
| Jesenice 1987               | ITA Manfred Graber      | ITA Harald Steinhauser  | ITA Erhard Mahlknecht   |
| Garmisch-Partenkirchen 1989 | ITA Damiano Lugon       | AUT Gerhard Pilz        | ITA Manfred Graber      |
| Völs am Schlern 1991        | ITA Franz Obrist        | ITA Erhard Mahlknecht   | ITA Harald Steinhauser  |
| Stein an der Enns 1993      | ITA Anton Blasbichler   | AUT Willi Danklmaier    | ITA Franz Obrist        |
| Kandalaksha 1995            | ITA Manfred Graber      | ITA Martin Gruber       | AUT Robert Tomelitsch   |
| Passiria 1997               | ITA Reinhard Gruber     | ITA Manfred Graber      | AUT Gerhard Pilz        |
| Szczyrk 1999                | ITA Anton Blasbichler   | AUT Robert Batkowski    | AUT Gerald Kallan       |
| Frantschach 2002            | AUT Gerhard Pilz        | AUT Robert Batkowski    | AUT Gernot Schwab       |
| Hüttau 2004                 | AUT Gerhard Pilz        | ITA Andreas Castiglioni | AUT Gerald Kallan       |
| Umhausen 2006               | AUT Gernot Schwab       | AUT Thomas Schopf       | ITA Patrick Pigneter    |
| Olang 2008                  | AUT Robert Batkowski    | ITA Anton Blasbichler   | ITA Patrick Pigneter    |
| St. Sebastian 2010          | ITA Patrick Pigneter    | AUT Thomas Kammerlander | ITA Anton Blasbichler   |
| Novouralsk 2012             | ITA Patrick Pigneter    | AUT Michael Scheikl     | ITA Hannes Clara        |
| Umhausen 2014               | ITA Patrick Pigneter    | AUT Thomas Kammerlander | ITA Alex Gruber         |
| Moos in Passeier 2016       | AUT Thomas Kammerlander | ITA Patrick Pigneter    | AUT Christian Schopf    |
| Winterleiten 2018           | AUT Thomas Kammerlander | ITA Alex Gruber         | ITA Patrick Pigneter    |

### Duplas[5]
| Evento                      | Ouro                                                 | Prata                                               | Bronze                                              |
| --------------------------- | ---------------------------------------------------- | --------------------------------------------------- | --------------------------------------------------- |
| Kapfenberg 1970             | Anton Obernosterer · Josef Lexer · Áustria           | H. Graber · Erich Graber · Itália                   | Josef Hilgartner · Gerhard Sandhofer · Áustria      |
| Vandans 1971                | S. Graber · J. Niedermaier · Itália                  | Anton Obernosterer · Gabriel Obernosterer · Áustria | Siegfried Wild · Othmar Hofer · Áustria             |
| Taisten 1973                | P. Mitterstieler · P. Votter · Itália                | Anton Obernosterer · Gabriel Obernosterer · Áustria | F. Wurzer · B. Wurzer · Itália                      |
| Niedernsill 1974            | Siegfried Wild · Othmar Hofer · Áustria              | R. Jud · Erich Graber · Itália                      | Helmut Kleinhofer · Karl Flacher · Áustria          |
| Feld am See 1975            | R. Jud · Erich Graber · Itália                       | Engelbert Fuchs · Gottfried Kreuzer · Áustria       | Ernst Stangl · Erwin Eichelberger · Áustria         |
| Seis am Schlern 1977        | R. Jud · Erich Graber · Itália                       | Johann Mair · Michael Plaikner · Itália             | Hubert Mairamhof · J. Pioner · Itália               |
| Aurach 1978                 | Werner Mücke · Helmut Huter · Áustria                | Hubert Mairamhof · J. Pioner · Itália               | Gebhard Oberbichler · Hubert Ausserdorfer · Áustria |
| Aosta 1979                  | Werner Prantl · Florian Prantl · Áustria             | Damiano Lugon · Andrea Millet · Itália              | Oswald Pornbacher · Erich Graber · Itália           |
| Niedernsill 1981            | Oswald Pornbacher · Erich Graber · Itália            | Hubert Mairamhof · H. Huber · Itália                | Manfred Danklmaier · Willi Danklmaier · Áustria     |
| St. Konrad 1983             | Andreas Jud · Gunther Steinhauser · Itália           | Raimund Pigneter · Georg Antholzer · Itália         | Roland Trattnig · Harald Rabitsch · Áustria         |
| Szczyrk 1985                | Raimund Pigneter · Georg Antholzer · Itália          | Almir Bentemps · Corrado Herin · Itália             | Andreas Jud · Ernst Oberhammer · Itália             |
| Jesenice 1987               | Andreas Jud · Ernst Oberhammer · Itália              | Almir Bentemps · Corrado Herin · Itália             | Arnold Luger · Gunther Steinhauser · Itália         |
| Garmisch-Partenkirchen 1989 | Arnold Luger · Gunther Steinhauser · Itália          | Manfred Graber · E. Marmsoler · Itália              | Reinhold Bachmann · Manfred Als · Áustria           |
| Völs am Schlern 1991        | Krzysztof Niewiadomski · Oktawian Samulski · Polónia | Roland Niedermair · Hubert Burger · Itália          | Georg Eberhardter · Walter Mauracher · Áustria      |
| Stein an der Enns 1993      | Almir Bentemps · Corrado Herin · Itália              | Jurgen Pezzi · Christian Hafner · Itália            | Reinhold Bachmann · Manfred Als · Áustria           |
| Kandalaksha 1995            | Andi Ruetz · Helmut Ruetz · Áustria                  | Martin Psenner · Arthur Konig · Itália              | Jurgen Pezzi · Christian Hafner · Itália            |
| Passiria 1997               | Andi Ruetz · Helmut Ruetz · Áustria                  | Martin Psenner · Arthur Konig · Itália              | Reinhard Beer · Herbert Kögl · Áustria              |
| Szczyrk 1999                | Andi Ruetz · Helmut Ruetz · Áustria                  | Peter Lechner · Peter Braunegger · Áustria          | Armin Mair · David Mair · Itália                    |
| Frantschach 2002            | Wolfgang Schopf · Andreas Schopf · Áustria           | Reinhard Beer · Herbert Kögl · Áustria              | Andrzej Laszczak · Damian Waniczek · Polónia        |
| Hüttau 2004                 | Pavel Porzhnev · Ivan Lazarev · Rússia               | Denis Alimov · Roman Molvistov · Rússia             | Wolfgang Schopf · Andreas Schopf · Áustria          |
| Umhausen 2006               | Pavel Porzhnev · Ivan Lazarev · Rússia               | Christian Schatz · Gerhard Mühlbacher · Áustria     | Denis Alimov · Roman Molvistov · Rússia             |
| Olang 2008                  | Pavel Porzhnev · Ivan Lazarev · Rússia               | Patrick Pigneter · Florian Clara · Itália           | Aleksandr Yegorov · Pyotr Popov · Rússia            |
| St. Sebastian 2010          | Patrick Pigneter · Florian Clara · Itália            | Andrzej Laszczak · Damian Waniczek · Polónia        | Aleksandr Yegorov · Pyotr Popov · Rússia            |
| Novouralsk 2012             | Pavel Poršnev · Ivan Lazarev · Rússia                | Christian Schopf · Andreas Shopf · Áustria          | Christian Schatz · Gerhard Mühlbacher · Áustria     |
| Umhausen 2014               | Patrick Pigneter · Florian Clara · Itália            | Pavel Poršnev · Ivan Lazarev · Rússia               | Aleksandr Yegorov · Pyotr Popov · Rússia            |
| Moos in Passeier 2016       | Patrick Pigneter · Florian Clara · Itália            | Christian Schopf · Andreas Shopf · Áustria          | Pavel Poršnev · Ivan Lazarev · Rússia               |
| Winterleiten 2018           | Patrick Pigneter · Florian Clara · Itália            | Rupert Brueggler · Tobias Angerer · Áustria         | Aleksandr Yegorov · Pyotr Popov · Rússia            |

### Equipes
| Evento                | Ouro                                                                                  | Prata                                                                                      | Bronze                                                                                   |
| --------------------- | ------------------------------------------------------------------------------------- | ------------------------------------------------------------------------------------------ | ---------------------------------------------------------------------------------------- |
| St. Sebastian 2010    | Melanie Batkowski · Thomas Kammerlander · Christian Schopf · Andreas Schopf · Áustria | Renate Gietl · Alex Gruber · Patrick Pigneter · Florian Clara · Itália                     | Marlies Wagner · Gerald Kammerlander · Christian Schatz · Gerhard Mühlbacher · Áustria   |
| Novouralsk 2012       | Yekaterina Lavrentyeva · Yuri Talich · Pavel Poršnev · Ivan Lazarev · Rússia 1        | Tina Unterberger · Thomas Schopf · Christian Schatz · Gerhard Mühlbacher · Áustria 2       | Melanie Batkowski · Michael Scheikl · Christian Schopf · Andreas Schopf · Áustria 1      |
| Umhausen 2014         | Melanie Schwarz · Alex Gruber · Patrick Pigneter · Florian Clara · Itália             | Yekaterina Lavrentyeva · Stanislav Kovšik · Pavel Poršnev · Ivan Lazarev · Rússia          | Tina Unterberger · Thomas Kammerlander · Christian Schatz · Gerhard Mühlbacher · Áustria |
| Moos in Passeier 2016 | Evelin Lanthaler · Alex Gruber · Patrick Pigneter · Florian Clara · Itália 1          | Tina Unterberger · Thomas Kammerlander · Christian Schatz · Gerhard Mühlbacher · Áustria 1 | Yekaterina Lavrentyeva · Gregoriy Bukin · Aleksandr Yegorov · Pyotr Popov · Rússia 1     |
| Winterleiten 2018     | Tina Unterberger · Thomas Kammerlander · Rupert Brueggler · Tobias Angerer · Áustria  | Evelin Lanthaler · Alex Gruber · Patrick Pigneter · Florian Clara · Itália                 | Daria Maleeva · Aleksand Yegorov · Pavel Poršnev · Ivan Lazarev · Rússia                 |